# Майк Бютлър
Майк Бютлър (на английски: Mike Beuttler) е бивш пилот от Формула 1.
Роден на 13 април 1940 година в Кайро, Египет.

## Формула 1
Майк Бютлър прави своя дебют във Формула 1 в Голямата награда на Великобритания през 1971 година. В световния шампионат записва 29 състезания като не успява да спечели точки, състезава се Марч.